# Pieve dei Santi Ippolito e Cassiano (Neviano degli Arduini)
La pieve dei Santi Ippolito e Cassiano, nota anche come pieve di Scurano, è un luogo di culto cattolico dalle forme romaniche e barocche situato in strada Enza a Scurano, frazione di Neviano degli Arduini, in provincia e diocesi di Parma; è sede di una parrocchia compresa nella zona pastorale della Montagna.

## Storia
Il luogo di culto originario fu costruito a partire dagli ultimi anni dell'XI secolo e completato prima del 1111, come dimostrato dall'incisione su una pietra conservata su uno dei pilastri della chiesa.
Il più antico documento che testimoni l'esistenza della pieve risale al 1230, quando l'edificio fu menzionato nel Capitulum seu Rotulus Decimarum della diocesi di Parma; il territorio amministrato comprendeva all'epoca le tre cappelle di Mediano, Ruzzano e Roncarolo, cui si aggiunsero nel 1299 Roncarolo e nella seconda metà del XIV secolo Ramiseto, oltre a numerosi oratori e benefici ecclesiastici.
Nel frattempo, gli interni, originariamente sviluppati su una pianta a croce latina con abside quadrangolare, furono intonacati nel XIII secolo.
Nella seconda metà del XVII secolo l'edificio cadde in profondo degrado, tanto da spingere le autorità ecclesiastiche di Parma a intervenire più volte per imporre la risistemazione del tempio; agli inizi del XVIII secolo furono quindi avviati grossi lavori di ristrutturazione della pieve, che fu profondamente trasformata con l'aggiunta delle due navatelle laterali e delle cappelle, la sopraelevazione della navata centrale con la realizzazione della volta a botte lunettata di copertura, l'intonacatura dei pilastri e la ricostruzione dell'abside a pianta poligonale. Inoltre, nel 1751 fu modificato in stile barocco il portale d'ingresso principale.
Nel 1828 un decreto del papa Pio VII stabilì la nuova appartenenza della chiesa e della vicina pieve di Bazzano alla diocesi di Reggio Emilia; nel 1853 i due luoghi di culto tornarono definitivamente alla diocesi di Parma, in seguito al trattato di Firenze stipulato nel 1844 tra il ducato di Parma e Piacenza e il ducato di Modena e Reggio che fissò nel torrente Enza il confine tra i due Stati.
Nel frattempo, tra il 1832 e il 1838 fu edificato a fianco della facciata l'alto campanile, per volontà del parroco Antonio Fattori.
Nel 1913, allo scopo di posizionarvi l'organo acquistato nel 1910 dalla chiesa di San Pietro di Parma, fu parzialmente modificata la zona absidale. La sistemazione definitiva avvenne alcuni anni dopo, quando, in seguito al devastante terremoto del 7 settembre 1920, la chiesa fu danneggiata e successivamente restaurata. Infine, nel 1932 gli interni furono decorati con affreschi da Valdo Bianchi.
Il 9 novembre 1983 una forte scossa sismica provocò alcune lesioni all'edificio, che fu in seguito risistemato e rinforzato strutturalmente nelle coperture.
Il 23 dicembre 2008 un nuovo terremoto causò vari danni alla chiesa, che l'anno seguente fu dichiarata inagibile; nel 2014 furono avviate le opere di consolidamento strutturale e restauro; al termine dei lavori, l'edificio fu solennemente riaperto al culto il 13 agosto 2017, in occasione della festa dei santi Ippolito e Cassiano, alla presenza del vescovo Enrico Solmi.

## Descrizione

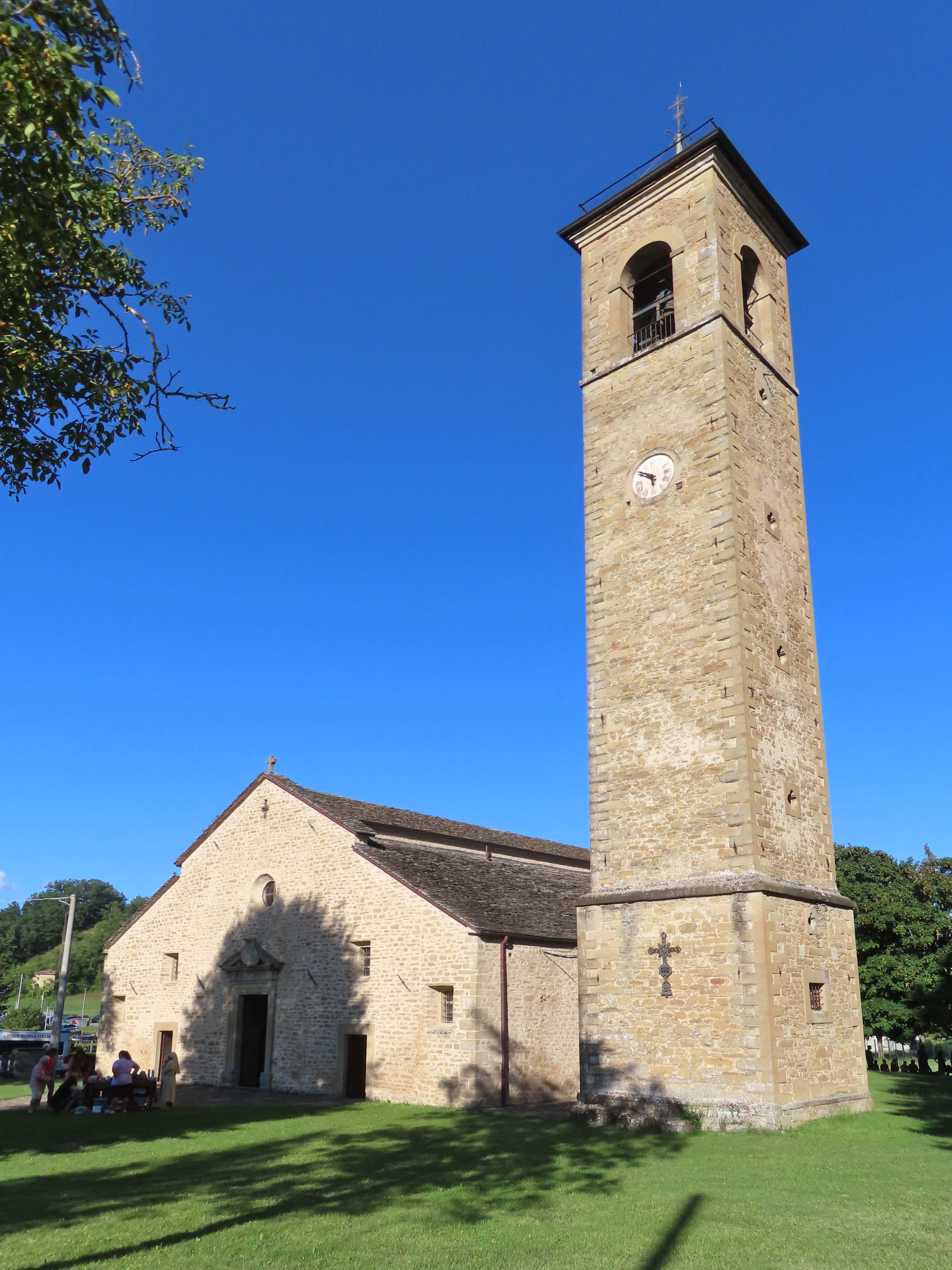
Facciata e campanile

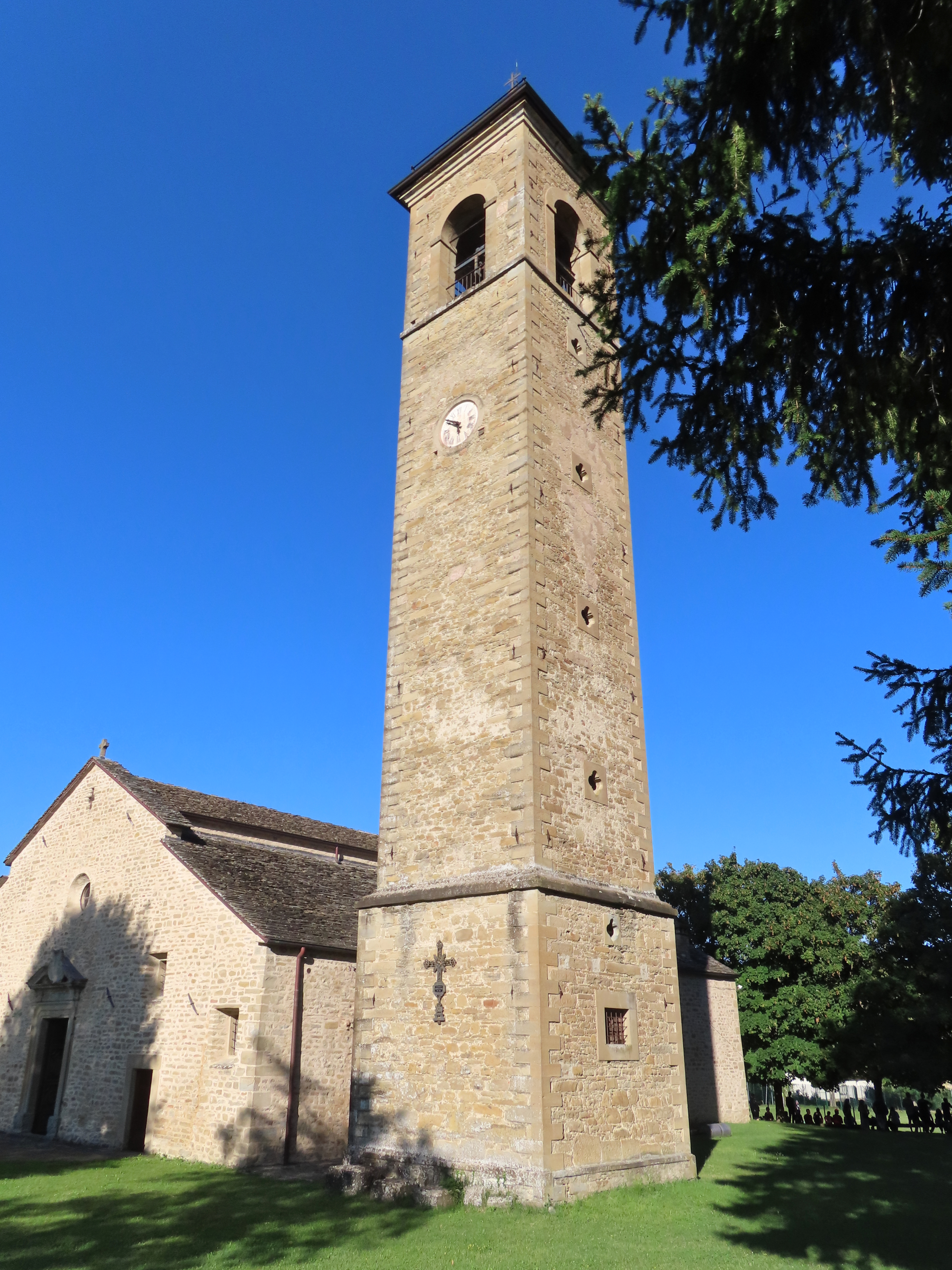
Campanile

La pieve si sviluppa su un impianto a tre navate affiancate da cappelle laterali, con ingresso a ovest e presbiterio absidato a est.
La lunga e simmetrica facciata a salienti, interamente rivestita in arenaria con alcuni inserti di pietra in conci squadrati derivanti probabilmente da edifici preesistenti, presenta al centro l'ampio portale d'accesso principale, delimitato da una cornice modanata in arenaria, a sostegno del frontone triangolare spezzato datato 1751; superiormente è collocato un piccolo rosone strombato in posizione leggermente disassata, mentre in sommità è posizionata una piccola apertura a forma di croce. Ai lati sono posti i due ingressi secondari, contornati da semplici cornici in pietra; al di sopra di essi sono presenti due finestre rettangolari strombate, analoghe alle due aperture delle cappelle posizionate ancora più all'esterno.
Il rivestimento in arenaria prosegue anche lungo i fianchi e il retro, al cui centro aggetta la settecentesca abside a pianta poligonale.
Sulla destra della facciata si eleva su un alto basamento l'isolato campanile ottocentesco, interamente rivestito in conci di pietra con spigoli in bugnato; in sommità la cella campanaria si affaccia sulle quattro fronti attraverso ampie monofore ad arco a tutto sesto delimitate da cornici.

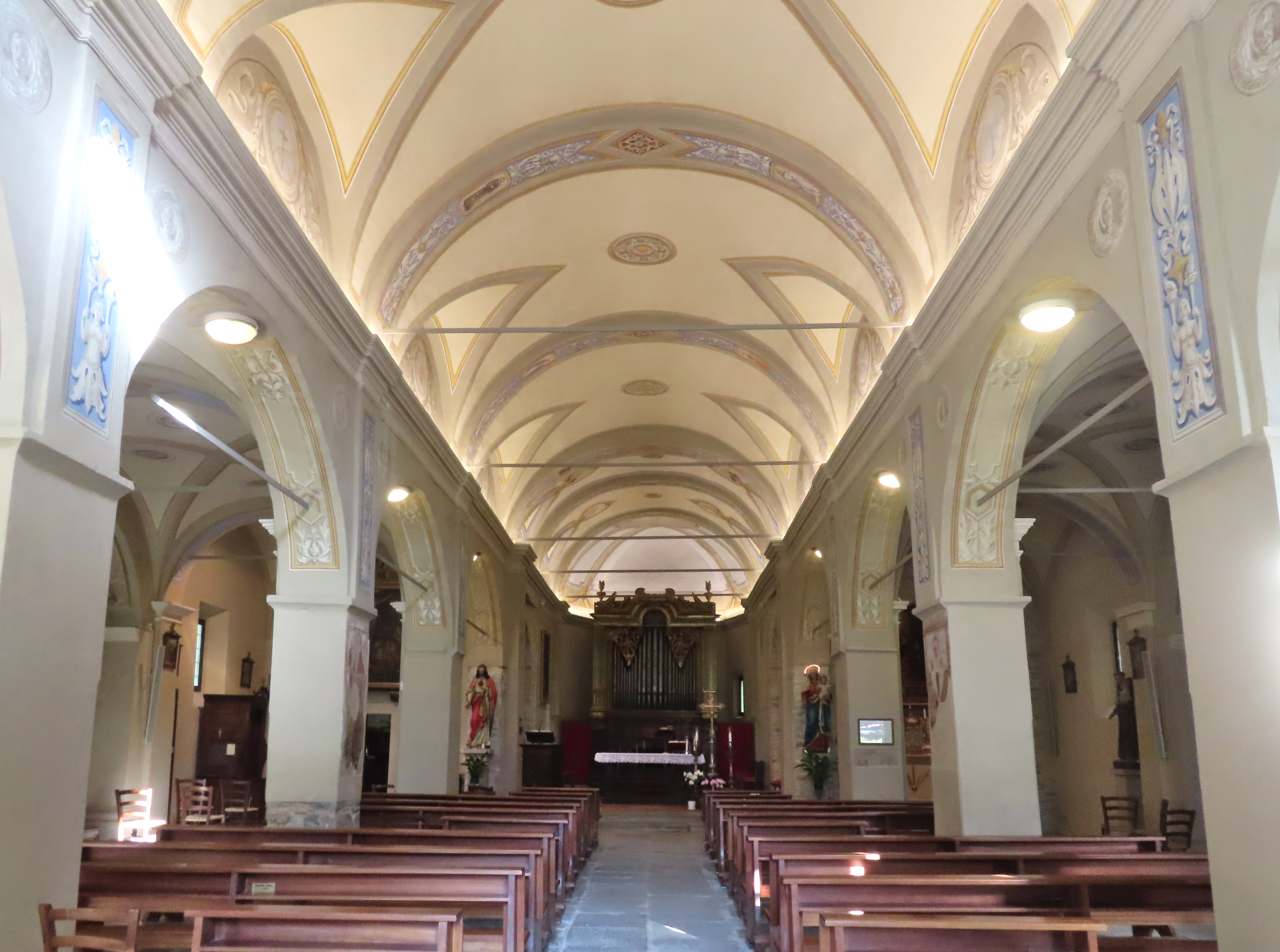
Navata centrale

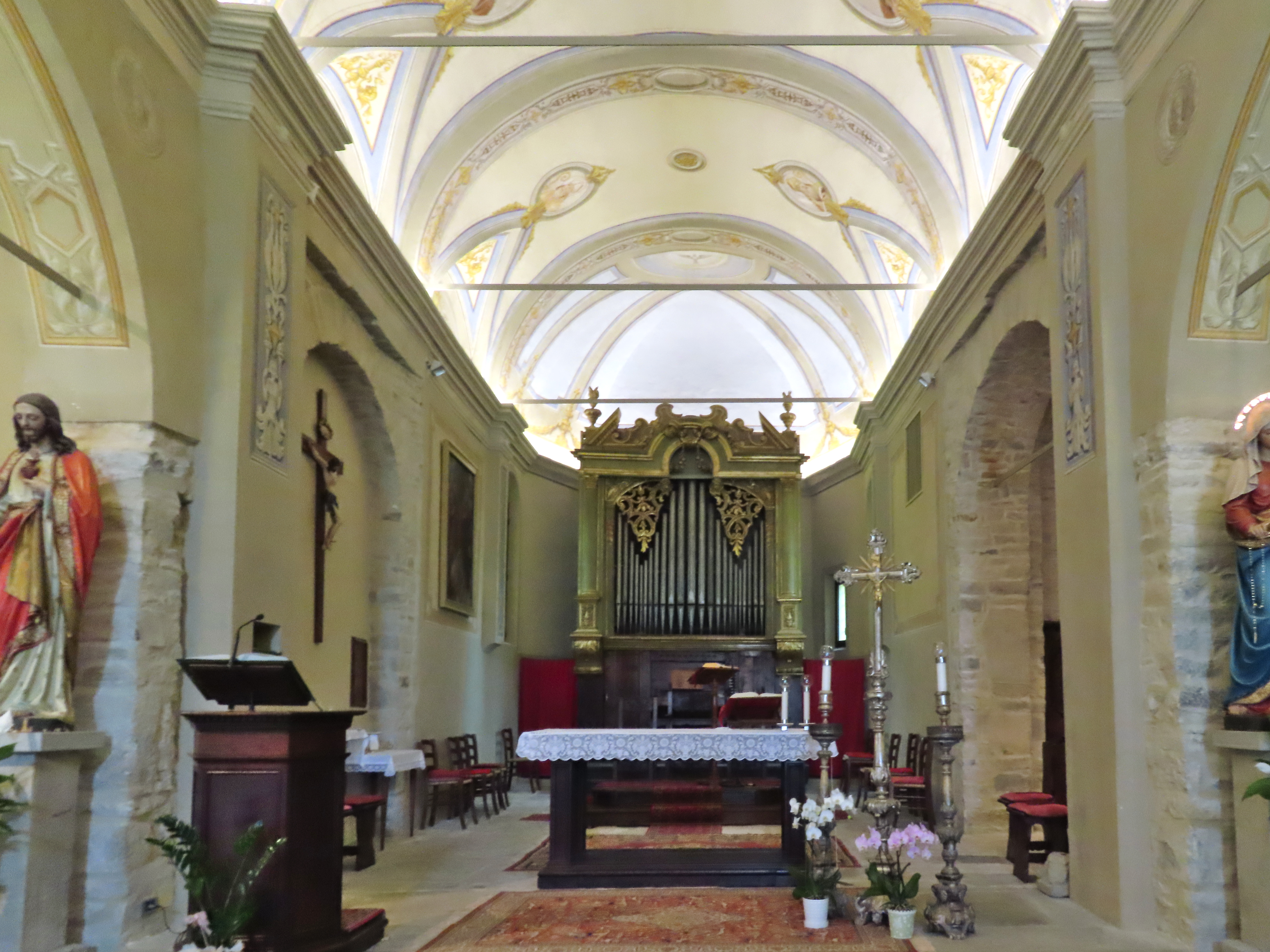
Presbiterio

All'interno la navata centrale, coperta da una volta a botte lunettata decorata con affreschi, è suddivisa dalle laterali, chiuse superiormente da volte a crociera, da una serie di arcate rette da pilastri, alcuni dei quali, coronati da capitelli di reimpiego, mostrano le tracce di affreschi cinquecenteschi raffiguranti Sant'Antonio abate, Santa Rita, la Madonna e un Prelato; ai lati si aprono attraverso ampie arcate a tutto sesto, delimitate da lesene, le cappelle laterali, coperte da volte a botte lunettate.
Il lungo presbiterio, lievemente sopraelevato, è chiuso superiormente da una volta a botte lunettata in continuità con quella della navata centrale; nel mezzo è collocato l'altare maggiore ligneo a mensa, aggiunto tra il 1970 e il 1980; a lato è posizionata una pietra scolpita con motivi vegetali, d'epoca imprecisata, mentre sul fondo si staglia, all'interno di una monumentale struttura lignea tardo-seicentesca intagliata, l'organo proveniente dalla chiesa di San Pietro di Parma.
Le cappelle ospitano numerose opere d'arte. Di particolare pregio risulta la pala del 1541 rappresentante la Madonna col Bambino e i santi Ilario e Antonio abate, dipinta da Pier Ilario e Michele Mazzola, zii del Parmigianino; la coeva ancona lignea, ornata nella predella sottostante con le raffigurazioni della Nascita della Vergine e del Presepio, è delimitata lateralmente da due pilastri a sostegno della trabeazione e del frontone di coronamento. Nelle altre cappelle si trovano una pala seicentesca ritraente Gesù Bambino, un santo vescovo e sant'Antonio da Padova, delimitata da un'ancona manierista, un'ancona lignea seicentesca scolpita, contenente nel mezzo una nicchia e sul contorno quindici piccoli dipinti raffiguranti i Misteri del Rosario, un olio del 1683 ritraente la Madonna col Bambino e i santi Bernardo e Antonio da Padova, una pala rappresentante la Madonna col Bambino e le anime purganti, incorniciata da un'ancona intarsiata settecentesca, e una cornice per nicchia di forme analoghe.
La chiesa conserva altre opere di pregio, tra cui un'acquasantiera collocata su un capitello romanico scolpito, una croce astile in argento sbalzato risalente al XIV o XV secolo, una pianeta cinquecentesca e una veste settecentesca in broccato.